# Mario Filippeschi
Mario Filippeschi (né le 7 juin 1907 à Pise - mort le 25 décembre 1979 à Florence) était un ténor italien, particulièrement admiré pour la vaillance de son registre aigu.

## Biographie
Filippeschi étudie le chant à Milan avec Cataldi-Tassoni et Pessina, et débute à Parme en 1937, dans le rôle d'Edgardo dans Lucia di Lammermoor, et peu après chante Le Duc dans Rigoletto à Busseto.
Il chante alors aux Pays-Bas de 1938 à 1940, dans le répertoire lyrique italien (La Traviata, La Bohème, etc). Il revient en Italie et s'impose comme l'un des rares ténors italiens de sa génération à pouvoir défendre les rôles suraigus tels Arnold dans Guillaume Tell, Arturo dans I puritani, Raoul dans Les Huguenots. Une fois la guerre finie, il se produit en France, Espagne et Portugal. 
En 1946, il parait dans des versions cinématographiques de Lucia di Lammermoor et Rigoletto, puis débute à La Scala de Milan en 1948, en Maurizio dans Adriana Lecouvreur. 
Dans les années 1950, il aborde des rôles plus dramatiques, et remporte de grands succès à Mexico dans notamment Aida et Tosca, aux côtés de Maria Callas. Il s'illustre également dans Il trovatore, Vespri siciliani, La forza del destino, Don Carlo, Turandot.

## Discographie sélective
- 1951 - Guglielmo Tell - Giuseppe Taddei, Mario Filippeschi, Rosanna Carteri, Graziella Sciutti - Chœur et orchestre Rai de Turin, Mario Rossi (Warner-Fonit)
- 1952 - I puritani - Lina Pagliughi, Mario Filippeschi, Rolando Panerai, Sesto Bruscantini - Chœur et orchestre Rai de Rome, Fernando Previtali (Urania)
- 1954 - Norma - Maria Callas, Ebe Stignani, Mario Filippeschi, Nicola Rossi-Lemeni - Chœur et orchestre de La Scala, Tullio Serafin (EMI)
- 1954 - Don Carlo - Antonietta Stella, Elena Nikolaï, Mario Filippeschi, Tito Gobbi, Boris Christoff, Giulio Neri - Chœur et orchestre de l'Opéra de Rome, Gabriele Santini (EMI)

## Sources
- Roland Mancini & Jean-Jacques Rouveroux, Le guide de l'opéra, Fayard, 1986  (ISBN 2-213-01563-5)